# Liste der Theater in El Salvador
Die Liste beinhaltet Stadttheater, Landesbühnen und Staatstheater in El Salvador wo verschiedene kulturelle Veranstaltungen wie Ballett, Oper, Konzerte, Vorträge und auch Präsentationen stattfinden.
| Theater                           | Ort          | Eröffnung | Sitzplätze | Betreiber                                       | Bild |
| --------------------------------- | ------------ | --------- | ---------- | ----------------------------------------------- | ---- |
| Teatro Nacional Francisco Gavidia | San Miquel   | 1908      | 450        | Dirección Nacional de Artes                     |      |
| Teatro de Santa Ana               | Santa Ana    | 1910      | 800        | Asociación del Patrimonio Cultural de Santa Ana |      |
| Teatro Nacional de San Salvador   | San Salvador | 1917      | 650        | Secretaría de Cultura                           |      |
| Teatro Presidente                 | San Salvador | 1971      | 1429       | Dirección Nacional de Artes                     |      |
| Teatro Luis Poma                  | San Salvador | 2003      | 227        | Grupo Roble                                     |      |